# Assassin's Creed II
Assassin's Creed II és un videojoc d'acció i aventura històrica desenvolupat per Ubisoft Montreal i publicat per Ubisoft per a Microsoft Windows, PlayStation 3 i Xbox 360. És la segona entrega de la saga Assassin's Creed, i és la seqüela del videojoc llançat el 2007 Assassin's Creed. Va ser llançat per a consola el novembre del 2009 i per a Windows el març del 2010. La seva seqüela directa és Assassin's Creed: Brotherhood, que sortí a la venda el novembre del 2010.
La història comença el segle xxi, controlant el personatge Desmond Miles, qui escapa d'Abstergo Industries amb l'ajuda de Lucy Stillman, després d'haver estat forçat a viure la memòria genètica de la seva vida passada com a assassí Altaïr ibn La-Ahad a través d'una màquina anomenada Animus. Després de la fuga, Desmond utilitza un dispositiu més avançat que l'Animus original, l'Animus 2.0, i comença a reviure la memòria genètica d'una altra vida passada, la d'Ezio Auditore da Firenze, qui visqué durant el renaixement a finals del segle XV a Itàlia. Ezio es converteix en un assassí després que el seu pare i germans siguin executats pels templaris. Mentre es controla l'Ezio, el jugador pot explorar diferents ciutats d'Itàlia, regions i llocs d'interès en un món obert.
Assassin's Creed II va tenir una molt bona valoració: va treure una puntuació del 91% per a PlayStation 3, d'un 90% per Xbox 360 i d'un 86% per PC a la revista Metacritic. El joc va ser elogiat per la seva forta èmfasi en el món obert, l'exploració i la interacció, la seva jugabilitat no lineal i la variació de missions en comparació al primer Assassin's Creed. El joc també va ser acreditat per la millora en la intel·ligència artificial i la mecànica dels combats i el nou sistema econòmic que permet al jugador comprar accessoris, armadures i armes millorades al llarg del tot el joc.

## Història
Assassin's Creed II comença immediatament després dels successos del primer joc l'any 2012; Desmond Miles continua atrapat a Abstergo Industries (la cara moderna de l'orde del Temple) després d'haver estat forçat a usar l'Animus per accedir a la memòria genètica de la seva vida passa Altaïr Ibn-La'Ahad. Ràpidament és rescatat per Lucy Stillman, una assassina infiltrada a Abstergo, qui el porta amb dos altres assassins, l'historiador Shaun Hastings i l'experta en informàtica Rebecca Crane, els quals demanen a en Desmond que usi una nova versió de l'Animus, l'Animus 2.0, per reviure la vida passada d'un altre assassí, Ezio Auditore da Firenze, i així entrenar a en Desmond en les capacitats d'un assassí a través de l'efecte sagnant de l'Animus (Tot el que veu que fa la seva vida passada ell també ho aprèn). Durant l'exposició, Desmond troba un breu record de l'Altaïr amb la seva amant, una templària anomenada Maria amb la qual tingué un fill. Al llarg del joc també es troben diferents glifs o trencaclosques de la veritat del subjecte 16 (una persona que per culpa els efectes secundaris de l'Animus es va acabar tornant-se boig) escampats arreu dels mapes, que, en ser descodificats i acoblats, formen un breu vídeo d'un home i una dona, "Adam" i "Eva", que discorren per un entorn futurista anomenat "Edèn". El vídeo acaba amb el binari d'"Edèn".
Els records de l'Ezio són del renaixement, a finals del segle XV a Itàlia, quan la seva família és atrapada en un complot polític i és portada a la forca. Ezio, segueix l'última ordre del seu pare, fuig de la ciutat amb l'equipament l'assassí que tenia el seu pare juntament amb la seva mare i germana, i portant-les a un lloc segur amb el seu oncle Mario, a la vila de Monteriggioni. Mario, ajuda a l'Ezio en el descobriment de la gent que estava darrere de la conspiració, el qual el porta a moure's de Florència a San Gimignano, Forlì, Venècia i finalment Roma. Com que el seu nom va agafant fama pel gran nombre d'assassinats polítics que comet, aconsegueix certs aliats com Nicolau Maquiavel i Leonardo da Vinci, l'últim dels quals l'ajuda a millorar el seu equipament. Ezio, finalment identifica el cervell de la trama, Roderic de Borja, qui a última instància intenta acabar amb la família Mèdici a Florència amb l'ajuda de la família Pazzi i el dux de Venècia. Ezio troba a Borja amb la possessió de la poma - La mateixa fruita que segles enrere Altaïr va recuperar - i descobreix que s'autoconsidera un profeta el qual portarà els templaris al llegendari "Vault". Ezio és capaç d'enfrontar-se a Borja, guanyar-lo i recuperar el fruit de l'Edèn, no obstant Borja fuig abans el pugui matar. Els que eren fins ara els aliats de l'Ezio li mostren que en realitat són assassins i li fan la cerimònia perquè ell també ho sigui oficialment.

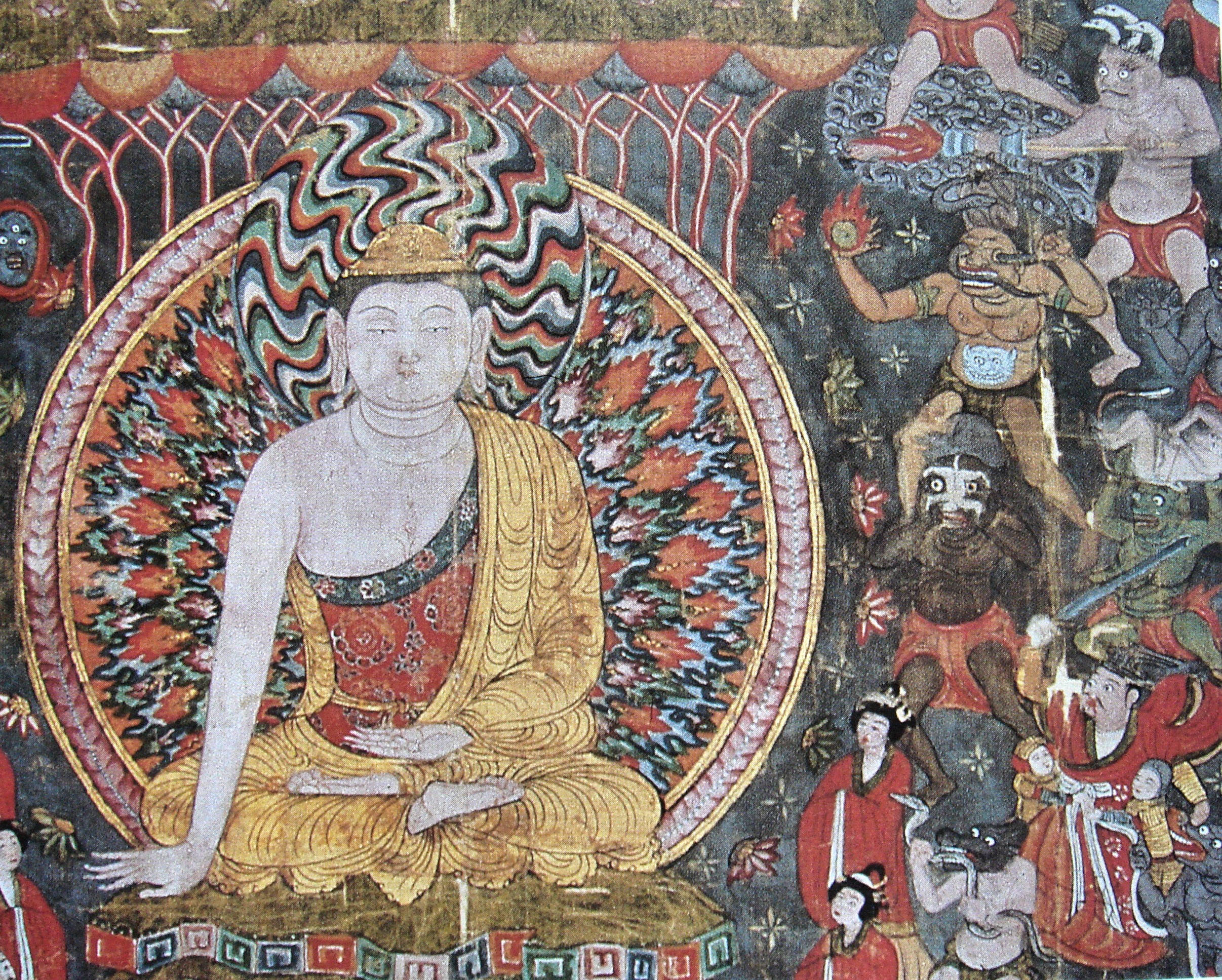
En el "trencaclosques de la veritat", certes pintures històriques s'utilitzen, com la primera representació d'una arma de foc.

Al llarg del joc es viuen diversos anys de vida de l'Ezio (10 des de l'assassinat de la seva família fins al final del joc, el 1499 al Vaticà) els quals es viuen a través de l'Animus. Després de la lluita contra Broja, Ezio usa el fruit d'Edèn unit a la Fèrula papal (la qual també és part del fruit d'Edèn) i descobreix una entrada secreta. A dins, apareix una confusa figura hologràfica que s'autoanomena Minerva. Minerva, li explica a l'Ezio, que formava part d'una societat molt més avançada que la nostra, que va coexistir amb la humana temps enrere, però després d'una catàstrofe global les dues civilitzacions gairebé van desaparèixer, els supervivents es van unir per construir temples per tota la Terra i així permetre que els éssers humans no tinguessin una catàstrofe similar en el futur. Abans que l'holograma desapareix, es dirigeix a en Desmond a través de l'Ezio dient-li "la resta depèn de tu".
Poc després de viure aquest record, Desmond i el seu equip es veuen obligats a fugir del seu refugi per un atac dels templers. De camí cap a la nova base, la Lucy li explica a en Desmond que s'han descobert certes debilitats en els camps magnètics de la Terra, una flamarada solar que incidiria sobre la Terra i podria causar la destrucció mundial de la qual parlava Minerva. Desmond decideix ajudar els assassins d'aquests temples i es preparara per a accedir de nou a l'Animus.

### Càsting
A continuació es mostren els doblatges en la versió original (anglès). El joc no ha estat traduït al català.
| Doblador                  | Personatge                            |
| ------------------------- | ------------------------------------- |
| Roger Craig Smith         | Ezio Auditore da Firenze              |
| Kristen Bell              | Lucy Stillman                         |
| Nolan North               | Desmond Miles                         |
| Fred Tatasciore           | Mario Auditore                        |
| Carlos Ferro              | Leonardo da Vinci                     |
| Manuel Tadros             | Roderic de Borja                      |
| Romano Orzari             | Giovanni Auditore da Firenze          |
| Ellen David Claudia Ferri | Maria Auditore da Firenze             |
| Claudia Ferri             | Paola                                 |
| Angela Galuppo            | Claudia Auditore da Firenze           |
| Elias Toufexis            | Federico Auditore da Firenze          |
| Carlo Mestroni            | Antonio de Magianis                   |
| Lita Tresierra            | Rosa                                  |
| Michel Perron             | Uberto Alberti                        |
| Roc LaFortune             | Carlo Grimaldi                        |
| Alex Ivanovici            | Llorenç el Magnífic Bartolomu d'Alvià |
| Arthur Grosser            | Jacopo de' Pazzi                      |
| Arthur Holden             | Emilio Barbarigo                      |
| Danny Wallace             | Shaun Hastings                        |
| Eliza Schneider           | Rebecca Crane                         |
| Cam Clarke                | Subjecte 16                           |
| Harry Standjofski         | Silvio Barbarigo Il Rosso             |
| Tony Robinow              | Marco Barbarigo                       |
| Vito DeFilippo            | La Volpe                              |
| Yuri Lowenthal            | Vieri de' Pazzi                       |
| Andreas Apergis           | Francesco de' Pazzi Checco Orsi       |
| Margaret Easley           | Minerva                               |
| Nadia Verrucci            | La germana de Teodora Contanto        |
| Anne-Marie Baron          | Annetta                               |
| Cristina Rosato           | Caterina Sforza                       |
| Shawn Baichoo             | Nicolau Maquiavel Antonio Maffei      |
| Amber Goldfarb            | Cristina Vespucci                     |
| Phil Proctor              | Warren Vidic                          |

## Jugabilitat

Ezio Auditore da Firenze, protagonista del joc.

Assassin's Creed II té lloc en un món obert i és un joc no lineal, permeten al jugador moures lliurement per diferents regions italianes de finals del segle xv, així com: Venècia, Florència, Forlì i la Toscana. L'Animus 2.0, la nova versió de la màquina que apareix a l'Assassin's Creed, permet entrar en aquest món i interaccionar-hi. El joc disposa d'una base de dades que proporciona informació històrica sobre els diferents personatges i llocs que hom es va trobant al llarg de la partida. El sistema de vida canvia respecta la primera entrega de la saga fent que en aquesta nova edició el personatge només es recuperi automàticament de ferides menors. Per recuperar-se de ferides de gravetat, s'ha de visitar al doctor (hi ha diversos repartits al llarg del joc) o utilitzar medicaments, comprats prèviament als doctors.
El jugador pot nadar, usar la vista d'àguila - habilitat del joc que permet identificar un objectiu en concret entre moltes persones - i que ara es pot usar en tercera persona i en moviment. Un jove Leonardo da Vinci és present en el joc, el qual ajuda amb la creació de noves armes i les traduccions de les pàgines de còdex de l'Altaïr, el protagonista del primer joc, qui les va deixar per l'anàlisi i la introspecció de futurs assassins. En el joc, el jugador pot utilitzar la màquina voladora d'en Leonardo (basat en els seus plànols reals) durant dues missions. A més a més de la màquina voladora també es pot emprar un carruatge en una altra missió i remar amb góndoles lliurement per Forlì i Venècia, així com muntar a cavall entre els pobles i ciutats. L'ajust dels diferents llocs fan que el personatge tingui més detall i profunditat, els civils poden portar objectes que se'ls poden caure i a vegades esternuden o estosseguen. A més a més al llarg del joc es poden contractar diferents grups de NPC com: mercenaris, cortesanes o lladres; els quals serveixen per lluitar, distreure i enganyar els guàrdies respectivament. Hi ha un cicle de dia i nit que s'ha afegit a aquesta nova entrega donant més sentit a la noció del temps, a més hi ha certes missions que només es poden fer en determinats moments del dia.
Hi ha moltes maneres d'interaccionar amb els NPC. Es poden tirar diners a terra, agafar un cadàver i llençar-lo al mig del carrer, i una gran varietat d'accions per distreure els guàrdies i els vianants. També hi ha diferents formes d'enfrontar-se als enemics, alguns són àgils, altres són més forts, depenent de les seves característiques és més factible atacar-los d'una manera o d'una altra.

L'Ezio en una góndola.

El sistema de combat és molt més complex que en l'entrega anterior, en aquesta, es pot desarmar el rival i matar-lo amb la seva pròpia arma. Da Vinci proveeix el jugador d'armes noves com: la doble fulla oculta, verí en els fulles i l'arma de foc, totes ocultes en el canell i les quals es basen en els esquemes que hi ha en les pàgines de codex. Espases genèriques, sables, maces, destrals i dagues es poden comprar als diferents ferrers que hi ha en les diferents ciutats (altres armes com són les llances o les escombres, només es poden obtenir robant-les a guardes o ciutadans respectivament). A més a més el jugador pot comprar diferents quadres per a la casa així com armadures al llarg del joc i fins i tot tenyir la roba de l'Ezio d'una gran varietat de colors. Altres equipaments que es poden tenir són els ganivets de llançament i les medicines. Sis armes addicionals poden ser desbloquejades si es connecta des d'una PSP des del joc Assassin's Creed: Bloodlines a l'Assassin's Creed II.
La família Auditore, posseïx una vila en el camp anomenada Monteriggioni, la qual actua com a seu central de l'Ezio: els diferents suburbis de la vila poden pujar de nivell, fent que hi hagi més ingressos (se sumen cada 20 minuts). Aquests ingressos són invertits en: armadures, armes, tints, roba, medicines, pintures, mapes, reparacions i noves ampliacions de la vila per augmentar els ingressos. Cada cop que es millora una de les tendes de la vila (hospital, ferreria, casa de pintura i sastreria) l'Ezio obté un descompte (de fins al 15%) cada cop que fa una compra. Compra armes, armadures i obres d'art també contribueix a l'augment de valor global de la vila, al seu torn genera més ingressos per Monteriggioni.
En aquest joc hi ha una major varietat de formes d'amagar-se i confondre's amb l'entorn. Una d'elles és submergir-se sota l'aigua per trencar amb el camp de visió de l'enemic o camuflar-se amb qualsevol grup de persones que passen pel carrer, a diferència de la primera entrega que només eren uns grups en concret. El joc compta amb un sistema de notorietat, amb guàrdies més atents a la presència de l'Ezio en funció del seu comportament, la ubicació, i la missió actual. Aquesta infàmia es pot reduir mitjançant el suborn, l'eliminació de cartells de cerca, o assassinant els funcionaris corruptes.
Les missions en el joc tenen una major expansió, amb una estructura diferent. Per exemple, una missió pot tenir l'objectiu d'escortar algú, però pot canviar a una persecució i assassinat. Hi ha al voltant de 200 missions en el joc, gairebé la meitat són part de la història principal, mentre que la resta són missions secundàries que no necessiten ser completades per tal d'acabar la trama principal del joc. Les ciutats també contenen llocs ocults com les catacumbes i coves (el disseny de les quals han estat comparades pels desenvolupadors de la sèrie Prince of Persia, on l'objectiu és navegar per la zona). L'exploració d'aquests llocs amb el temps premia als jugadors amb el segell d'un assassí, la col·lecció dels sis segells li permet al jugador desbloquejar l'armadura d'Altaïr, en una secció oculta de la Vila.
Igual que en el primer joc d’Assassin's Creed hi ha personatges històrics incloent: Leonardo de Vinci, Nicolau Maquiavel, Caterina Sforza, Llorenç el Magnífic, els Pazzi i Alexandre VI.
El joc inclou llocs com la regió de la Toscana (Florència, Monteriggioni i San Gimignano), els Apenins, la regió de la Romanya (Forlì), Venècia i Roma. Els llocs d'interès específics inclouen la Basílica de Sant Marc, el Gran Canal, el petit canal, el Pont de Rialto, Santa Maria del Fiore, la Capella Sixtina, la Basílica de la Santa Creu, el Palazzo Vecchio, el Ponte Vecchio, i Santa Maria Novella.

## Continguts descarregables
L'1 de desembre del 2009, Ubisoft anuncià el primer contingut descarregable per l'expansió de la PlayStation 3 i Xbox 360. El primer, anomenat Battle for Forlì (Batalla de Forlì), on es continua la història de Caterina Sforza. Va ser llençat el 28 de gener del 2010. També inclou un record que permet a l'usuari pilotar la màquina voladora de Leonardo da Vinci a Frolì. El segon, anomenat Bonfire of the Vanities (La foguera de les vanitats), tracta sobre la crema massiva d'objectes pecaminosos a Florència, i va ser llençat el 18 de febrer del 2010. Aquest contingut descarregable havia estat prèviament planejat d'incloure'l directament en el joc però per falta de temps es va deixar a part; aquest tema va ser escrit en la història del joc com l'Animus corrompre diverses seqüències de la memòria. La versió per ordinador inclou aquestes dues expansions ja dins del joc. També va haver una edició anomenada "Joc de l'Any" en la que s'inclou seqüències de joc addicionals i localitzacions de temples secretes (tambe existeix la Platino en la versió de PS3.

### Battle for Forlì
Els dos continguts descarregables representen dos seqüències de memòria corruptes, les quals Rebecca aconsegueix reparar. A la seqüència 12 "Forlì Under Attack" (publicat com Battle for Forlì) en el 1488, és just després que l'Ezio aconsegueixi el fruit de l'Edèn.
Maquiavel, Mario Auditore, Ezio i da Vinci, es reuneixen per discutir què fer per protegir la poma, i es decideix que serà enviada a Romanya, a ser defensada per Caterina Sforza. Quan Ezio arriba però, es troba que la ciutat està sota l'atac dels germans Orsi, que han estat contractats per Borja per prendre un mapa amb les ubicacions de les pàgines de Codex, fet pel marit de la Sforza. En un intent d'obligar a Sforza a lliurar el mapa, els germans segresten als seus fills. Ezio surt al rescat i mata un germà Orsi. Quan torna, descobreix que Checco, l'altre germà, utilitzà la distracció per robar la poma. Ezio el persegueix i el mata. Mentre està dret sobre el cos d'en Checco, aquest l'apunyala i cau al terra sagnant, i abans que perdi els sentits, veu un home que li falta un dit i va vestit amb túniques monacals que agafar la poma i se'n va.
Ezio es desperta amb Sforza al seu costat. Es posa en marxa per recuperar la poma, i Sforza li dona el mapa de les ubicacions de la pàgina de Codex. Viatja a un monestir de Forlì. Tracta de parlar amb l'abat, però aquest el reconeix com l'assassí que va matar el germà Stefano (un dels conspiradors Pazzi) i fuig. Quan Ezio l'atrapa, l'abat li diu el nom del monjo que va robar la poma, Girolamo Savonarola.
El paquet també inclou una memòria de bonificació en la qual Ezio pot pilotar la màquina voladora de Da Vinci sobre l'àrea de Forlì.

### Bonfire of the Vanities
La foguera de les vanitats és la memòria número 13 la seqüència del joc, després de la Batalla de Forli. Savonarola en possessió de la Poma de l'Edèn pren el control de Florència. Maquiavel ofereix a Ezio una llista de nou tinents de Savonarola per assassinar-los. Després d'ocupar-se dels sequaços, arriba a una plaça on Savonarola parla a la gent amb la poma a la mà. Ezio ràpidament llença un ganivet a la poma i li cau a terra. Un missatger templari s'afanya a recuperar la poma; però Ezio l'intercepta. Després, la multitud es gira en contra de Savonarola i reclamen que el matin a la foguera, però Ezio, creient que ningú es mereix aquest destí dolorós, salta a una plataforma de fusta salva del monjo i l'apunyala amb la seva fulla oculta. Ezio es presenta davant la multitud confusa i declara que tots han de seguir el seu propi camí, com van ser ensenyats pels seus mentors.

## Desenvolupament
Ubisoft's Yves Guillemot confirmà oficialment que Assassin's Creed II estava en desenvolupament el 26 de novembre del 2008, durant l'informe de l'empresa d'acompliment financer. Seguidament Micheal Pacher especulà a GameTrailers que el joc s'esdevindria durant la revolució francesa, la qual, era falsa.
El 6 d'abril, Ubisoft llençà un vídeo promocional que mostrava un crani, alguns fragments de la fulla oculta del braç i la màquina voladora d'en da Vinci. El 16 d'abril Game Informer mostrà més detalls del joc, incloent-hi imatges de l'Ezio en un nou anunci realitzat per Ubisoft anunciant-lo oficialment.
En una entrevista el maig del 2009, Sebastien Paul afirmà que el cos tècnic que treballava a Assassin's Creed II estava format per 450 persones, un equip de desenvolupament tres vegades més gran que en el primer joc.
L'1 de juny del 2009, Ubisoft donà a conèixer un anunci de 4 minuts del joc per a la E³. El 2 de juny del 2009, aparegué la primera demo del joc en viu, amb una durada de 6 minuts, a la Conferència de Sony Press. GameTrailers comptà amb un tutorial desenvolupador exclusiu de la E3 2009. En una entrevista amb GameTrailers Ubisoft Montreal, el director creatiu Patrice Desilets declarà: Desmond farà més que fer paseixos i descobrir pistes.
A la Comic Con del 2009, s'anuncià la sortida d'una mini-sèrie de tres capítols anomenada Assassin's Creed: Lineage, la qual s'emetria poc abans de la sortida del joc i on es recrearien els successos que viu el pare de l'Ezio, Giovanni Auditore, abans de començar el joc.
L'humorista britànic Danny Wallace posa la veu a un personatge nou, Shaun Hastings, un historiador sarcàstic assassí de l'actualitat que està en l'equip d'en Desmond. La cara del personatge és un dibuix del rostre real de l'humorista. L'actriu Kristen Bell tornar a interpretar el personatge de Lucy Stillman.
El joc havia estat previst llençar-lo en les tres plataformes el mateix dia però Ubisoft anuncià que la sortida per PC s'enrederiria del 24 de setembre del 2009 al primer trimestre del 2010 per poder millorar-lo, ja que les expansions no es poden descarregar d'igual forma que amb les consoles.

## Banda sonora
El joc va ser compost per Jesper Kyd, i gravat a Capitol Records, compost per 35 peces i un cor de 13 persones. La banda sonora va ser llançada el 16 de novembre del 2009. 14 peces també van ser llençades en el disc del joc disponible en la preedició especial Negra de l'Assassins Creed II.
En la comercialització es va usar la cançó "Genesi" de la banda Justi per l'anunci Visions of Venice.
| #    | Nom                           | Durada |
| ---- | ----------------------------- | ------ |
| 1.-  | Earth                         | 3:58   |
| 2.-  | Venice Rooftops               | 3:17   |
| 3.-  | Ezio's Family                 | 3:57   |
| 4.-  | Florence Tarantella           | 1:51   |
| 5.-  | Home in Florence              | 4:29   |
| 6.-  | Approaching Target 1          | 3:35   |
| 7.-  | Approaching Target 2          | 6:06   |
| 8.-  | Venice Fight                  | 2:01   |
| 9.-  | Florence Escape               | 2:49   |
| 10.- | Tour of Venice                | 3:15   |
| 11.- | Flight Over Venice 1          | 5:09   |
| 12.- | Back in Venice                | 1:32   |
| 13.- | Dream of Venice               | 4:23   |
| 14.- | Home of the Brotherhood       | 3:26   |
| 15.- | Leonardo's Inventions, Part 1 | 2:11   |
| 16.- | Venice Combat Low             | 1:44   |
| 17.- | Venice Escape                 | 3:26   |
| 18.- | Darkness Falls in Florence    | 4:05   |
| 19.- | Sanctuary                     | 4:05   |
| 20.- | The Madam                     | 1:04   |
| 21.- | Approaching Target 3          | 5:52   |
| 22.- | Flight Over Venice 2          | 5:18   |
| 23.- | Ezio in Florence              | 2:18   |
| 24.- | Venice Industry               | 3:09   |
| 25.- | Stealth                       | 2:22   |
| 26.- | Venice Combat                 | 2:03   |
| 27.- | Notorious                     | 1:14   |
| 28.- | Night Mission in Venice       | 2:11   |
| 29.- | Chariot Chase                 | 3:20   |
| 30.- | The Plague                    | 3:30   |
| 31.- | Wetlands Combat               | 2:28   |
| 32.- | Wetlands Escape               | 2:36   |
| 33.- | Leonardo's Inventions, Part 2 | 2:47   |
| 34.- | Hideout                       | 2:40   |
| 35.- | The Animus 2.0                | 4:14   |

| #    | Nom                         | Durada |
| ---- | --------------------------- | ------ |
| 1.-  | Earth                       | 3:59   |
| 2.-  | Venice Rooftops             | 3:18   |
| 3.-  | Ezio in Florence            | 2:19   |
| 4.-  | Home in Florence            | 5:02   |
| 5.-  | Ezio's Family               | 4:21   |
| 6.-  | Sanctuary                   | 3:56   |
| 7.-  | Stealth                     | 2:20   |
| 8.-  | Florence Escape             | 2:50   |
| 9.-  | Approaching Target 1        | 3:34   |
| 10.- | Approaching Target 2        | 6:07   |
| 11.- | Leonardo's Invention Part 1 | 2:22   |
| 12.- | Tour of Venice              | 3:16   |
| 13.- | Flight Over Venice          | 4:50   |
| 14.- | Darkness Falls              | 4:05   |

## Promoció
El 20 d'octubre del 2009, Ubisoft anuncià una sèrie de curtmetratges que es van penjar a YouTube. Els curts, anomenats Assassin's Creed: Lineage, es van produir en tres parts i els desenvolupà Ubisoft Hybrid, que anteriorment treballà en el cinema amb 300 i Sin City. La sèrie se centra en el pare de l'Ezio, Giovanni Auditore. Conté escenes d'acció en viu i imatges generades per ordinador. El primer dels curtmetratges va ser llançat el 27 d'octubre del 2009, i els altres dos es van treure el 13 de novembre del 2009.
El 12 de novembre de 2009, Ubisoft llançà articles temàtics virtuals de l'Assassins Creed II a PlayStation Home per promocionar el llançament del joc, així com Assassin's Creed: Bloodlines per PSP. Per l'Assassins Creed II van treure objectes virtuals com un vestit de l'Ezio que també es va donar a conèixer en el Xbox Live Marketplace pels avatars de la Xbox 360. El 19 de novembre del 2009, nous objectes virtuals van ser llençats per la PlayStation Home, juntament amb un vestit de l'Ezio, el qual va ser llançat el 26 de novembre del 2009. El 3 de desembre del 2009, es van publicar articles relacionats amb la Itàlia del renaixement a la PlayStation Home. Des del 8 de desembre del 2009, el vestit de l'Ezio està disponible en descàrrega pel joc LittleBigPlanet i Prince of Persia: The Forgotten Sands a PlayStation Home.
Assassin's Creed II és el primer joc a estar vinculat a característiques Uplay d'Ubisoft. La progressió a través del joc permet als membres d'Uplay adquirir punts que poden ser canviats per bons per al seu ús en el joc, incloent-hi una cripta per explorar i un vestit de l'Altaïr.
Una novel·la basada en el joc, Assassin's Creed: Renaissance (per Oliver Bowden) va ser publicada per Penguin Books el novembre del 2009.

## Recepció
Després del seu llançament, Assassin's Creed II va ser aclamat per la crítica. La revista Official Xbox Magazine va atorgar al joc un 91 sobre 100 per a PlayStation 3, i un 90 sobre 100 per a Xbox 360.
La revista alemanya, Computer Bild Spiele, afirmà que els editors del jocs els van oferir una còpia de prellançament del joc, si a canvi la revista els donava una crítica molt bona. La revista rebutjà l'oferiment i redactà la seva crítica.
GameSpot que va revisar la versió per a PC, anuncià que malgrat el joc és "divertit i bonic", era difícil justificar el seu alt preu. També es va esmentar que el joc es va veure obstaculitzat per la DRM d'Ubisoft i el joc "mereixia alguna cosa millor. D'altra banda, els jugadors de PC també es mereixia una mica més".
D'acord amb les estimacions de les vendes pre-oficial, Ubisoft anuncià que Assassins Creed II vengué 1,6 milions de còpies a tot el món durant la seva primera setmana de venda, fet que representa un augment del 32 per cent sobre el rendiment de la primera setmana de venda de l'Assassin's Creed. El 10 de febrer de 2010, el joc vengué 9 milions de còpies.
En els Spike Video Game Awards del 2009, l'Assassin's Credd II va ser nominat al millor joc d'acció i aventura, i en la IGN i en Game Informer va ser nominat com el joc d'acció de l'any per a Xbox 360. També va ser nomenat joc de l'any per: GamePro, Eurogamer i The New York Times. També ha estat nominat a "Èxit excepcional en l'animació", "Assoliment Destacat en Direcció d'Art", "Assoliment Destacat en Enginyeria Visual", "Assoliment Destacat en Enginyeria de joc", "Assoliment excepcional en la història original", "Excel·lent èxit en la composició de música original", "Assoliment Destacat en Disseny de So", "Assoliment Destacat en Direcció de joc", "Joc d'aventures de l'any" i "Joc global de l'Any" per l'Academy of Interactive Arts & Sciences. El joc també ha estat nominat per a diversos premis de la Game Developers Choice com "Millor Disseny de joc", "Millor Art Visual", "Millor Tecnologia", i "Joc de l'any".

## Edició
Hi ha diverses edicions limitades de l'Assassins Creed II. L'edició negra conté una figura de l'Ezio amb un vestit d'aquest color i va ser llençada per Europa i Austràlia. També s'inclouen tres àrees de bonificació i missions, un llibre d'art, un DVD amb part de la banda sonora del joc, un tema de PS3 d'alta qualitat, vídeos entre bastidors, i dos fons d'escriptori. L'edició blanca conté una missió i una figura de l'Ezio amb el seu vestit blanc. L'edició limitada Mestre Assassí es va treure a Amèrica del Nord, i conté una figura de l'Ezio, dues àrees de bonificació, un llibre d'art i un Blu-ray amb música i vídeos entre bastidors.
Després de moltes queixes per part dels fans de l'Assassin's Creed II que no van poder completar el joc a causa de la necessitat de completar els tres caus dels templers (només disponible a les edicions Blanc o Negre) per accedir al 100% de sincronització, Ubisoft va llançar l'edició Assassin's Creed II: The Complete Edition.
Inclòs en el pac hi ha els codis de descàrrega dels dos DLC: The Battle of Forlì i Bonfire of the Vanities'. Més tard, Assassin's Creed II: The Game of the Year Edition va ser posat a la venda, amb el contingut addicional incorporat en el disc del joc.
Amb el temps Assassin's Creed II: Deluxe Edition també va ser llançat, que conté les tres àrees de bonificació i les missions The Battle of Forlì i Bonfire of the Vanities. Aquesta edició, però, només està disponible a través de la descàrrega digital.

## Controvèrsia DRM
La versió per a PC del joc conté Ubisoft Online Services Platform, un sistema DRM que inicialment va requerir que tots els usuaris romanguessin connectats a Internet mentre es reproduïa. En la versió comercial inicial, tots els progressos realitzats amb posterioritat a l'últim punt de control es perdien si la connexió a Internet es tallava. Ubisoft va dir que si la desconnexió era temporal, el joc es quedaria en pausa. A més, l'empresa va al·legar que hi havia nombrosos punts de control estesos per tot l'Assassin's Creed II. La companyia també va ser criticada pels membres a l'estranger de les Forces Armades dels Estats Units d'Amèrica, que no va poder jugar el joc, ja que només tenien llocs amb connexions esporàdiques i costoses. Ubisoft ha publicat un pegat per modificar la DRM després de reprendre la seva connexió a Internet, els jugadors estan ara en condicions de reprendre el joc des del mateix punt.
Poc després del llançament de la versió per a Windows, Ubisoft afirmà que una versió esquerdada del joc no havia estat creada, i va ser confirmada per almenys un lloc web. Durant el següent cap de setmana, els servidors de DRM per Silent Hunter 5 i Assassin's Creed II van ser, d'acord amb Ubisoft, afectats per un atac de denegació de servei. Ubisoft va indicar més endavant que "el 95 per cent dels jugadors no es van veure afectats, però un petit grup de jugadors en intentar obrir una sessió de joc van rebre la negació dels errors de servei". Un emulador de servidor per superar la DRM va ser desenvolupat. Una biblioteca d'enllaç dinàmic trencat sense passar pel requisit de connexió per complet va ser llançat a finals d'abril.
Després de la sèrie de caigudes del servidor, Ubisoft oferí als titulars de la versió per a Windows tots els DLC de l'Assassin's Creed II Black Edition, o una còpia gratuïta de Heroes Over Europe, Tom Clancy's EndWar, Tom Clancy's H.A.W.X o Prince of Persia.
La DRM va ser modificada el desembre del 2010, ja que el joc ja no requerix una connexió constant a Internet mentre es reprodueix. En canvi, el jugador ha d'estar connectat a Internet cada vegada que s'inicia el joc.

## Seqüela
Les discussions sobre els detalls de l'Assassin's Creed III ja estaven presents abans del llançament de l'Assassins Creed II, amb la possibilitat de tenir una vida passada femenina durant la Segona Guerra Mundial. No obstant això, el coguionista Corey May ha afirmat que la sèrie no es portarà a terme durant aquest període. Philippe Ubisoft Bergeron va dir que els ajustos potencials podrien incloure l'Anglaterra de l'edat mitjana, durant l'època del rei Artur, i el Japó feudal, l'últim dels quals havia estat un dels "favorits" de molts en el personal.
Una entrega directa, Assassin's Creed: Brotherhood va ser llançada el novembre del 2010 per PlayStation 3 i Xbox 360, la història del qual continua immediatament després dels successos de l'Assassin's Creed II. En aquesta nova entrega, el protagonista torna a ser l'Ezio Auditore da Firenze tot i anar amb unes robes una mica diferents, el joc inclou un nou sistema multijugador en línia. Té com a escenari principal Roma, la seu del poder de la família Borja i els cavallers templers. El principal antagonista del joc és Cèsar Borja, fill de Roderic de Borja.